# Église Saint-Ignace de George Town
Pour les articles homonymes, voir Église Saint-Ignace.
L'église Saint-Ignace est une église catholique, située à Walkers Road, à George Town, dans les Îles Caïmans.

## Historique
L'église Saint-Ignace suit le rite romain ou tridentin et dépend de la Mission sui juris des îles Caïmans, créée en 2000 sous le pontificat du pape Jean-Paul II.
L'église de Shedden Road a été achevée en 1959. En 1971, l'école Saint-Ignace, adjacente à l'église, a été créée. En 1981, le bâtiment de Walkers Road a été mis en chantier et a été achevé l'année suivante.
L’église Stella Maris à Cayman Brac est l’église parente de celle-ci et la seule autre église catholique dans les Îles Caïmans.